# Unión de Jóvenes Comunistas
Unión de Jóvenes Comunistas (forkortet: UJC; dansk: Ungdoms kommunistisk forbund) er en ungdomsorganisation til Cubas Kommunistiske Parti, organisationen blev dannet i 1965, har i dag omkring 600.000 medlemmer og driver avisen Juventud Rebelde. Medlem af World Federation of Democratic Youth.